# آگلادا
آگلادا (به اسپانیایی: Agolada) یک شهرستان در اسپانیا است که در استان پنتبدرا واقع شده‌است.

## خصوصیات
آگلادا ۱۴۷٫۸ کیلومترمربع مساحت و ۳٬۶۷۸ نفر جمعیت دارد.